# قيس بن أبي العاص
قيس بن أبي العاص بن قيس بن عدي بن سعد بن سهم بن عمرو بن هصيص بن كعب. السهمي القرشي. صحابي أسلم يوم فتح مكة. شهد فتح مصر، وولاّه عمرو بن العاص قضاءها بأمر من عمر بن الخطاب، فكان أول قاض في الإسلام فيها. توفي بعد ثلاثة أشهر من إقامته فيها.
قُتل أبوه في صف المشركين يوم بدر.
هو ابن عم الصحابة عبد الله بن الزبعرى بن قيس السهمي، وخُنيس و عبد الله ابنا حذافة السهميان.